# Campeonato Mundial de Curling Mixto Doble de 2022
El XXV Campeonato Mundial de Curling Mixto Doble se celebró en Ginebra (Suiza) entre el 23 y el 30 de abril de 2022 bajo la organización de la Federación Mundial de Curling (WCF) y la Federación Suiza de Curling.
Las competiciones se realizaron en el Centro Deportivo Sous-Moulin de la ciudad suiza.
Los deportistas de Rusia y Bielorrusia fueron excluidos de este campeonato debido a la invasión rusa de Ucrania.

## Tabla de posiciones
| Pos | Grupo A       | G | P | G–P |
| --- | ------------- | - | - | --- |
| 1   | Suiza         | 7 | 2 | 1–1 |
| 2   | Suecia        | 7 | 2 | 1–1 |
| 3   | Noruega       | 7 | 2 | 1–1 |
| 4   | Italia        | 6 | 3 | 1–0 |
| 5   | Japón         | 6 | 3 | 0–1 |
| 6   | Dinamarca     | 4 | 5 | –   |
| 7   | Estonia       | 3 | 6 | 1–0 |
| 8   | Corea del Sur | 3 | 6 | 0–1 |
| 9   | Finlandia     | 2 | 7 | –   |
| 10  | Nueva Zelanda | 0 | 9 | –   |

| Pos | Grupo B         | G | P | G–P |
| --- | --------------- | - | - | --- |
| 1   | Escocia         | 9 | 0 | –   |
| 2   | Canadá          | 8 | 1 | –   |
| 3   | Alemania        | 6 | 3 | –   |
| 4   | Estados Unidos  | 5 | 4 | –   |
| 5   | Hungría         | 4 | 5 | 1–0 |
| 6   | Australia       | 4 | 5 | 0–1 |
| 7   | República Checa | 3 | 6 | 1–0 |
| 8   | Inglaterra      | 3 | 6 | 0–1 |
| 9   | España          | 2 | 7 | –   |
| 10  | Turquía         | 1 | 8 | –   |

## Cuadro final
|  | Clasif. a semifinales | Clasif. a semifinales |          |   | Semifinales | Semifinales  |              |       | Final    | Final |  |
|  |                       |                       |          |   |             |              |              |       |          |       |  |
|  |                       |                       |          |   |             |              |              |       |          |       |  |
|  |                       |                       |          |   |             |              |              |       |          |       |  |
|  |                       |                       |          |   |             |              |              |       |          |       |  |
|  |                       |                       |          |   |             |              |              |       |          |       |  |
|  |                       | Suiza                 | 8        |   |             |              |              |       |          |       |  |
|  |                       |                       | 8        |   |             |              |              |       |          |       |  |
|  |                       |                       | Noruega  | 7 |             |              |              |       |          |       |  |
|  | Canadá                | 5                     | Noruega  | 7 |             |              |              |       |          |       |  |
|  | Canadá                | 5                     |          |   |             |              |              |       |          |       |  |
|  | Noruega               | 6                     |          |   |             |              |              |       |          |       |  |
|  | Noruega               | 6                     |          |   |             |              |              | Suiza | 7        |       |  |
|  |                       |                       |          |   |             |              |              | Suiza | 7        |       |  |
|  |                       |                       | Escocia  | 9 |             |              |              |       |          |       |  |
|  |                       |                       | Escocia  | 9 |             |              |              |       |          |       |  |
|  |                       |                       |          |   |             |              |              |       |          |       |  |
|  |                       |                       |          |   |             |              |              |       |          |       |  |
|  |                       | Escocia               | 8        |   |             | Tercer lugar | Tercer lugar |       |          |       |  |
|  |                       |                       | 8        |   |             | Tercer lugar | Tercer lugar |       |          |       |  |
|  |                       |                       | Alemania | 3 |             |              |              |       |          |       |  |
|  | Suecia                | 8                     | Alemania | 3 |             |              | Noruega      | 5     |          |       |  |
|  | Suecia                | 8                     |          |   |             |              | Noruega      | 5     |          |       |  |
|  | Alemania              | 11                    |          |   |             |              |              |       | Alemania | 7     |  |
|  | Alemania              | 11                    |          |   |             |              |              |       | Alemania | 7     |  |
|  |                       |                       |          |   |             |              |              |       |          |       |  |

## Medallistas
| Evento      | Oro                                | Plata                            | Bronce                                       |
| ----------- | ---------------------------------- | -------------------------------- | -------------------------------------------- |
| Mixto doble | Escocia Eve Muirhead Robert Lammie | Suiza · Alina Pätz · Sven Michel | Alemania · Pia-Lisa Schöll · Klaudius Harsch |